# Учан-Су (водопад)
Уча́н-Су́ (укр. Учан-Су, крымскотат. Uçan Suv, Учан Сув) — водопад в Крыму, расположенный на одноимённой реке, самый высокий водопад Крыма. Водопад находится на высоте 390 метров над уровнем моря на юго-западных склонах Ялтинской яйлы в шести километрах к западу от Ялты. Достаточно долго высота водопада считалась равной 98,5 м (также были неподтверждённые данные об измеренной высоте 115,5 м). В 2023 году результаты измерений показали высоту 116 метров.

## Описание
Название водопада в переводе с южнобережного диалекта крымскотатарского языка означает «летящая вода» (uçan — летящий, suv — вода). Известны также и другие названия водопада: Кремасто-Неро (греч. Κρεμαστό νερό — «висящая вода») и Акар-Су (крымскотат. Aqar Suv — «текущая вода»).
Водопад Учан-Су наиболее эффектно смотрится во время ливней и снеготаяния на яйле. В летнее время он практически полностью пересыхает, в суровые зимы иногда замерзает. Среднегодовой расход сбрасываемой воды составляет 50 л/с. При падении Учан-Су образует два каскада: на втором каскаде сооружено небольшое строение с водозабором и скульптурой орла на крыше. Отсюда вода поступает в Могабинское водохранилище (300 тыс. м³) и затем используется для водоснабжения Ялты.
В 1947 году водопад Учан-Су был объявлен заповедным, с 1973 года его месторасположение находится в пределах территории Ялтинского государственного горно-лесного заповедника.
В 1986 году крымский скалолаз Юрий Лишаев «Фантик» впервые покорил замерзший водопад[значимость факта?] Учан-Су.

## Галерея

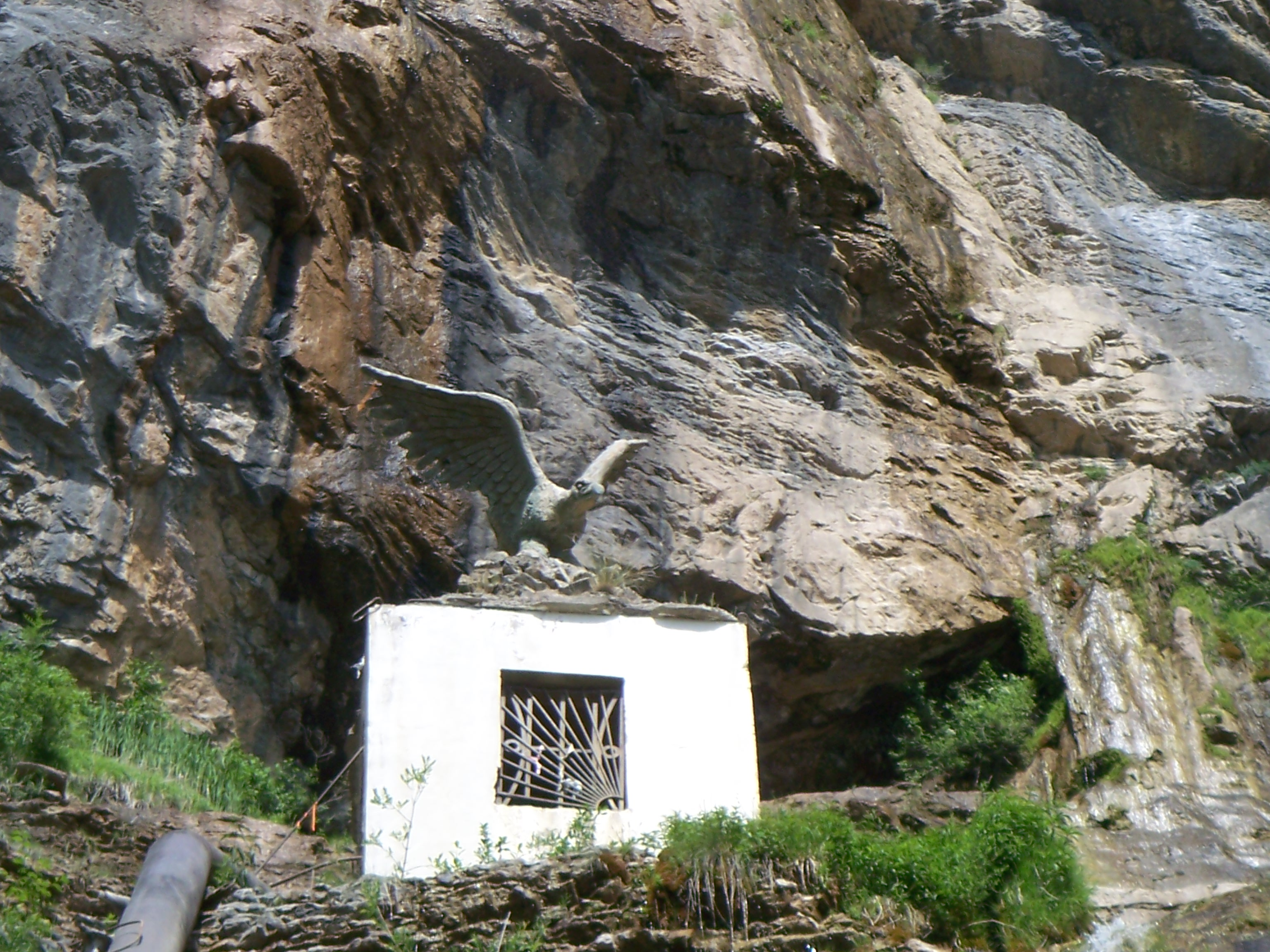
Скульптура орла на водопаде
- Водопад Учан-Су, видео